# Walki o Kwidzyn
Walki o Kwidzyn – starcie zbrojne mające miejsce 29 stycznia 1945 między oddziałami Armii Czerwonej a wojskami niemieckimi, skutkujące zdobyciem Kwidzyna i zakończeniem władzy reżimu III Rzeszy na terenie miasta.

## Przebieg działań bojowych
Pod Kwidzyn wojska 2 Armii Uderzeniowej 2 Frontu Białoruskiego Armii Czerwonej dotarły 24 stycznia 1945. Miało to miejsce w czasie prowadzonej przez wojska Armii Czerwonej operacji mławsko-elbląskiej.
Kwidzyn został przekształcony przez Niemców w silny punkt obrony, dlatego przełamanie obrony zorganizowanej na przedpolach miasta  przyszło oddziałom 2 Armii Uderzeniowej z dużym trudem. Przełamania niemieckiej obrony dokonali żołnierze z 46 Dywizji Strzeleckiej dowodzonej przez gen. Siemiona Borszczewa oraz z 90 Dywizji Strzeleckiej dowodzonej przez gen. Mikołaja Laszczenkę. Obie dywizje należały do dowodzonego przez gen. Witalija Polenowa 108 Korpusu Strzeleckiego z 2 Armii Uderzeniowej. 
Następnie doszło do ciężkich walk w mieście, w czasie których aż 1356 budynków zostało zniszczonych. Kwidzyn został zdobyty przez czerwonoarmistów, jednak części wojsk niemieckich udało się wycofać w kierunku Malborka. 
W czasie walk w mieście i okolicy poległo 540 żołnierzy radzieckich. Pochowano ich w 8 kwaterach na cmentarzu przy ul. Sportowej 3. 

## Upamiętnienie
Po zakończeniu wojny na skwerze w Kwidzynie ustawiono czołg uczestniczący w walkach o zdobycie miasta.